# Флавин, Дженнифер
Дже́ннифер Фла́вин (англ. Jennifer Flavin; род. 14 августа 1968, Лос-Анджелес, Калифорния, США) — американская актриса, фотомодель и бизнесвумен, жена актёра Сильвестра Сталлоне.

## Ранние годы
Родилась в Лос-Анджелесе (штат Калифорния, США). Отец Флавин умер в 1979 году. У него есть две старших сестры и четыре брата: Джули Флавин (род. 1970), Триша Флавин, Том Флавин, Пэт Флавин, Шэннон Флавин и Митч Флавин.
Начала свою карьеру в качестве фотомодели в 1987 году. В 1990 году Флавин сыграла в двух фильмах. В настоящее время она занимается бизнесом и является соучредителем компании по уходу за кожей.
С 17 мая 1997 года замужем за актёром Сильвестром Сталлоне (род. 6 июля 1946), с которым она встречалась 9 лет до их свадьбы. У супругов есть три дочери: София Роуз Сталлоне (род. 27 августа 1996), Систин Роуз Сталлоне (род. 27 июня 1998) и Скарлет Роуз Сталлоне (род. 25 мая 2002).
Подала иск на развод в августе 2022. Однако 23 сентября супруги объявили, что помирились.